# Pegaso Comet
 (octobre 2021).
La mise en forme du texte ne suit pas les recommandations de Wikipédia : il faut le « wikifier ».
Les points d'amélioration suivants sont les cas les plus fréquents :
- Les titres sont pré-formatés par le logiciel. Ils ne sont ni en capitales, ni en gras.
- Le texte ne doit pas être écrit en capitales (les noms de famille non plus), ni en gras, ni en italique, ni en « petit »…
- Le gras n'est utilisé que pour surligner le titre de l'article dans l'introduction, une seule fois.
- L'italique est rarement utilisé : mots en langue étrangère, titres d'œuvres, noms de bateaux, etc.
- Les citations ne sont pas en italique mais en corps de texte normal. Elles sont entourées par des guillemets français : « et ».
- Les listes à puces sont à éviter, des paragraphes rédigés étant largement préférés. Les tableaux sont à réserver à la présentation de données structurées (résultats, etc.).
- Les appels de note de bas de page (petits chiffres en exposant, introduits par l'outil «  Source ») sont à placer entre la fin de phrase et le point final[comme ça].
- Les liens internes (vers d'autres articles de Wikipédia) sont à choisir avec parcimonie. Créez des liens vers des articles approfondissant le sujet. Les termes génériques sans rapport avec le sujet sont à éviter, ainsi que les répétitions de liens vers un même terme.
- Les liens externes sont à placer uniquement dans une section « Liens externes », à la fin de l'article. Ces liens sont à choisir avec parcimonie suivant les règles définies. Si un lien sert de source à l'article, son insertion dans le texte est à faire par les notes de bas de page.
- La présentation des références doit suivre les conventions bibliographiques. Il est recommandé d'utiliser les modèles {{Ouvrage}}, {{Chapitre}}, {{Article}}, {{Lien web}} et/ou {{Bibliographie}}. Le mode d'édition visuel peut mettre en forme automatiquement les références.
- Insérer une infobox (cadre d'informations à droite) n'est pas obligatoire pour parachever la mise en page.

Pour une aide détaillée, merci de consulter Aide:Wikification.
Si vous pensez que ces points ont été résolus, vous pouvez retirer ce bandeau et améliorer la mise en forme d'un autre article.
L'appellation Pegaso Comet couvre une très large gamme de camions qui a connu un énorme succès dans l'Espagne du général Franco. Ils ont été fabriqués par le constructeur espagnol ENASA à partir de 1962 jusqu'en 1973.

## Histoire
Après avoir lancé la production de son premier camion en 1946, l'Hispano-Suiza 66G renommé Pegaso I, offrant 7 tonnes de charge utile, à la suite de la nationalisation d'Hispano-Suiza et son intégration dans l'INI - Instituto Nacional de Industria pour créer le nouveau constructeur national espagnol ENASA, les dirigeants espagnols décident de moderniser l'offre avec deux nouveaux modèles, les Z-207 "Barajas" et Z-206 "Cabezón", toujours conçus sous la direction de W. Ricart.
Malheureusement, les camions conçus par Wifredo Ricart, les Pegaso Z.207 Barajas et Z-206 sont très coûteux à fabriquer mais aussi à entretenir. De plus, en 1960 un concurrent apparaît sur le marché espagnol fermé, Barreiros SA, nouveau constructeur privé qui fabrique des camions lourds de conception plus simple, plus fiables et à des prix inférieurs de moitié. Cette nouvelle donne va obliger la holding d'Etat INI, dont Pegaso est une des filiales, à écarter Wifredo Ricart de la direction de Pegaso et le remplacer par Claudio Boada qui va abandonner tous les projets avant-gardistes et très coûteux de son prédécesseur et s'orienter vers des produits plus simples, moins coûteux à fabriquer et donc plus compétitifs. Il va immédiatement remplacer la gamme Z-207 "Barajas" par la nouvelle série Pegaso Comet, beaucoup plus conventionnelle, bien moins chère et qui va obtienir un grand succès commercial. La série "Comet" a été réalisée sous licence et intègre de nombreux composants, dont les moteurs, Leyland Motors.

## La gamme Pegaso "Comet"
Cette vaste série reprend le style de la cabine en tôle ondulée de l'ancien Z-207 Barajas, caractéristique de tous les camions Pegaso de l'époque, adaptée en largeur au nouveau véhicule, en version courte.
En effet, la cabine traditionnelle Pegaso est profonde et ne se justifie pas pour un camion destiné aux transports de proximité où la longueur utile et le poids sont des facteurs essentiels dans ce type de véhicules.
Contrairement à leurs prédécesseurs Z-207 Barajas ou Z-206 Cabezón, les camions de la série "Comet" adoptent une conception très classique et sont nettement moins coûteux à fabriquer ce qui les rend compétitifs sur le marché espagnol face au concurrent Barreiros. De plus, ils se révéleront d'une excellente fiabilité, ce qui explique leur énorme succès pendant plus d'une décennie.

### Les Pegaso Comet 1010 - 1011 & 1031
En 1960, lorsque le directeur de Pegaso Wifredo Ricart est remplacé par Claudio Boada, le constructeur espagnol est en grand danger car ses camions sont trop chers, peu fiables et concurrencés par les modèles Barreiros qui s'emparent rapidement de grosses parts du marché. Il faut donc parer au plus pressé. Pegaso pouvant alors disposer des moteurs 4 et 6 cylindres de son nouvel associé, le britannique Leyland Motors, le constructeur va conserver l'ancien châssis du Z-207 "Barajas" avec sa cabine légèrement remaniée et monter le moteur 4 cylindres Leyland de 4.370 cm3 développant 90 ch pour lancer, en avant première, la nouvelle série Pegaso Comet avec le modèle "1010".
- Pegaso 1010 - c'est un camion porteur 4x2 moyen tonnage de 5,5 tonnes de charge utile pour un PTAC de 10,0 tonnes,
- Pegaso 1011 - camion porteur 4x2 de 11,0 tonnes de PTAC pour une charge utile de 6,7 tonnes. Il conserve l'ancien moteur 6 cylindres du Z-207 de 120 ch. En fait c'est un Z-207 Barajas à la cabine revisitée.
- Pegaso 1031 - camion porteur 4x2 de 13,0 tonnes pour une charge utile de 8 tonnes. C'est le premier a bénéficier d'un nouveau châssis mais conserve l'ancien moteur 6 cylindres du Z-207 Barajas de 120 ch.

La cabine revisitée dispose enfin de vitres sur les panneaux de custode mais la visière au dessus du pare-brise, si utile pour les conducteurs par grand soleil, est supprimée.

### Le Pegaso Comet 1090
Le premier modèle de la série "Comet" est le "Comet 1090", camion classique 4x2 de 13 tonnes de PTAC pour une charge utile de 8 tonnes, il est équipé d'un nouveau moteur Pegaso 9000, construit sous licence Leyland Motors. Ce sera le modèle le plus fabriqué de toute la gamme "Comet". Une version long courrier, Pegaso 1090DR sera proposée en 1968, avec une vitesse maximale portée à 98 km/h grâce à un rapport de pont plus long et un PTAC porté à 14,2 tonnes.
Ce modèle connait un succès remarquable en Espagne et donne lieu à deux versions dérivées :
- Pegaso 3020, version tout terrain 4x4 - équipée d'une boîte de vitesses à 6 rapports et un d'un pont à double réduction, d'un châssis renforcé et rehaussé, d'un double circuit de freinage, pneumatique et hydraulique. Le Pegaso 3020 comprend 2 variantes : 
  - Pegaso 3020F, dédié aux travaux forestiers,
  - Pegaso 3020S, version militaire. Ces deux modèles étaient équipés du moteur Pegaso 9026 développant 125 ch. Ils seront remplacés en

- Pegaso 2030DR, tracteur de semi-remorques lancé en 1962. Doté d'un empattement de 3,08 mètres, il conserve la même chaîne cinématique avec le moteur Pegaso 9020, 6 cylindres de 6.550 cm3, développant 125 ch, une boîte de vitesses à 6 rapports et un pont arrière à double démultiplication. Le PTR autorisé est de 21 tonnes avec des vitesses de 69 ou 95 km/h selon le rapport de pont choisi (1:6,14 ou 1:8,54).

### Le Pegaso Comet 1060
Ce camion est le remplaçant du Pegaso Z-206 "Cabezón", lancé en 1961, c'est la version lourde de la gamme "Comet" avec un PTAC de 19 tonnes et une charge utile de 10 tonnes, comme le permet le nouveau code de la route espagnol, sur seulement 2 essieux. (L'Espagne ayant adopté une charge à l'essieu de 13 tonnes au lieu des 10 tonnes précédemment). Ce modèle est équipé du moteur Pegaso 9000, 6 cylindres de 10.169 cm3, développant 165 ch. Le Pegaso 1060 a été produit de 1060 à 1064 à 4.663 exemplaires.
Le Pegaso 1060 est remplacé en avril 1964 par le Pegaso 1061 qui reçoit un nouveau moteur Pegaso 9105 de 10.518 cm3 développant 200 ch à 2.000 tr/min. Comme son prédécesseur, le Pegaso va s'imposer sur le marché fermé espagnol des 2 essieux pendant plus d'une décennie.
De 1964 à 1969, les Pegaso 1061 & 1061A ont été produits à 2.195 exemplaires.

### Le Pegaso Comet 2010
Le Pegaso 2010 est la version tracteur 4x2 de semi-remorques du porteur "Comet 1060". Il est équipé de la même mécanique mais son empattement est ramené à 3,3 mètres et un rapport de pont arrière plus démultiplié ce qui lui confère une vitesse maximale limitée à 59 km/h avec un PTRA de 29,15 tonnes.
En mai 1964, le Pegaso 2010 est remplacé par le Pegaso 2011 équipé du moteur Pegaso 9105 développant 200 ch pour un PTRA de 32 tonnes augmenté à 35 tonnes en 1967, selon les nouvelles règles du code de la route espagnol.
Les modèles Pegaso 1061 et 2011 vont être exportés, en assez faible quantité, vers les pays qui n'appliquent pas les sanctions internationales contre l'Espagne du général Franco, les pays hispanophones d'Amérique Latine et certains pays d'Afrique.

### Les Pegaso Comet 1062/1066
Ce sont les premiers camion porteurs 6x2/2 et 8x2 produits et commercialisés par le constructeur espagnol après une série de prototypes restés sans suite. Comme Fiat en Italie, Pegaso se lance dans la production de camions multi-essieux. Si les porteurs italiens du type 6x2/2 étaient surtout destinés à être transformés en 8x2 par adjonction d'un 4ième essieu autodirecteur et relevable, les Pegaso 1062 dans cette configuration n'ont quasiment jamais subi de transformation, peut être parce que Pegaso offrait une version 8x2 directement à son catalogue, le Pegaso 1066 avec un 4ième essieu autodirecteur non relevable du spécialiste italien en la matière Acerbi, conforme aux règles espagnoles.

### Le Pegaso Comet 1064
Pour répondre à la demande de certains transporteurs, Pegaso lance, en 1964, un modèle porteur 6x2 mais avec le 3ème essieu arrière traîné autodirecteur Acerbi, comme sur les camions italiens à la différence près que sur la version espagnole, il n'est pas relevable. Cette typologie n'a pas été très diffusée en Espagne contrairement à la version 6x2/2 avec double essieu directeur.

### Le Pegaso Comet 1100
C'est une version légère dans la gamme "Comet" lancée en 1965, dérivée du "Comet 1090". Il est décliné avec deux empattements, 3,0 et 3,6 mètres pour la variante longue 1100L. Le PTAC est de 10,75 tonnes, il est équipé du moteur 4 cylindres Pegaso 9040, de 4.370 cm3 développant 90 ch à 2.400 tr/min, construit sous licence Leyland.

### Le Pegaso Comet 1065
En mai 1964, Pegaso présente un nouveau modèle destiné aux transports régionaux disposant d'une charge utile maximale. Ce nouveau modèle a été spécialement conçu pour optimiser les nouvelles dispositions du code de la route espagnol au niveau des poids et de la disposition des essieux.
Le Pegaso 1065 est d'abord proposé avec un empattement de 4,25 m et une variante longue de 5,0 mètres baptisée 1065L sur un nouveau châssis. Il est équipé du moteur Pegaso 9100, 6 cylindres de 10.169 cm3 développant 170 ch à 2.000 tr/min, d'une boîte de vitesses à 6 rapports et d'un pont à double réduction.
La cabine est celle du Pegaso 1090, adaptée à la largeur du véhicule. La vitesse maximale est de 74 km/h. D'abord homologué pour un PTAC de 16,0 tonnes et, suivant l'évolution du code de la route espagnol, à 18 t puis, en 1967, remplacé par le Pegaso 1065 A à 19,0 tonnes et à 20 tonnes avec le 1065 B. Les variantes 1065 LPA & LPB, destinées aux transports longues distances, sont dotés d'un rapport de pont plus long ce qui autorise une vitesse maximale de 95 km/h.
La dernière version des Pegaso 1065 sera le 1065 B1, homologué pour un PTAC de 20,0 tonnes avec une boîte de vitesses à 2x4 rapports, avec le même moteur de 170 ch.

### Le Pegaso 2020
Le Pegaso 2020 a été lancé en 1967. C'est la version tracteur de semi-remorques du Pegaso 1065. Toute la mécanique est strictement identique à celle du porteur. La vitesse maximale est de 65 ou 75 km/h selon le rapport de pont choisi.

### Le Pegaso 1095
Avec les nombreuses modifications du code de la route espagnol concernant les charges transportées et l'augmentation des PTAC des véhicules concernés, la gamme Pegaso présente un trou entre les Comet 1090/1100 et les 1060/1061 qui va être comblé en fin d'année 1965 avec le nouveau Pegaso Comet 1095.
Le Pegaso 1095 dérivé du Pegaso 1090, a été surnommé "Super Comet" alors que son PTAC est de 16 tonnes. Son moteur est celui du 1090, construit sous licence Leyland, de 6,55 litres de cylindrée développant toujours 125 ch. Ce véhicule va conserver l'excellente réputation du 1090 et sera très largement diffusé sur le marché espagnol. Une version spécialement destinée aux longues distances sera lancée en 1966 qui, avec un rapport de pont plus long, verra la vitesse maximale passer de 86 à 98 km/h.
En 1976, Le Pegaso 1095 est remplacé par le 1098/1 qui est équipé du moteur Pegaso 9130/11 (licence Leyland) dont la puissance est passée de 125 à 135 ch.

## Les versions Turbo
C'est à partir de 1964 que Pegaso présente son premier moteur équipé d'un turbo-compresseur KKK. Pegaso fait partie des motoristes précurseurs en la matière, tout comme les suédois Scania et Volvo ou l'italien Fiat qui utilisaient un turbocompresseur sur leurs moteurs diesel dès 1954.
Progressivement, toute la gamme va être équipée de moteurs "Turbo" avec le moteur Pegaso 9109/1 dérivé de l'ancien moteur atmosphérique 9105 de 10.518 cm3 équipant les modèles "Comet 1061" et "2010". (NDR : les turbocompresseurs KKK étaient nettement plus légers que leurs concurrents Eberspächer montés par les constructeurs français Berliet, Saviem, Unic ou Willème.

### Le Pegaso 3060
Ce n'est qu'à partir de 1967 que Pegaso propose un châssis 6x4 chantier. Auparavant, seuls les porteurs 4x2 ou 6x2/2 étaient disponibles. Son concurrent Barreiros proposait depuis 1963 le modèle Centauro avec 300 ch. Pegaso présente le 3060/1 G avec un PTAC de 22,5 tonnes, conformément à la législation de l'époque. Il dispose d'un empattement de 3,20 mètres afin de recevoir les malaxeur de béton construits sous licence en Espagne.
Le Pegaso 3060 est équipé d'un moteur Pegaso 9105 de 10.518 cm3 développant 200 ch, d'une boîte de vitesses à 2x4 rapports et d'un tandem arrière à double réduction.
Une particularité concerne les pneumatiques de la première version, 12.00 x 20 à l'avant et des 10.00 x 20 à l'arrière !
En 1969, avec l'application des nouvelles règles sur les charges admises, le Pegaso 3060 devient 3060 D avec un PTAC de 26 tonnes. Une version avec empattement allongé à 3,90 mètres, Pegaso 3060 GL fait son apparition.

## Les dernières évolutions de la gamme
En 1967, le gouvernement espagnol fait évoluer, à nouveau, les charges maximales admises sur les véhicules routiers. les camions lourds 4x2 voient leur PTAC passer de 19 à 20,0 tonnes, les semi-remorques de 35 à 38 tonnes, les porteurs 6x2 de 24 à 26 tonnes, les 6x4 de 22,5 à 26 tonnes et les 8x2 de 32 à 34 tonnes.
Tous les modèles de la gamme "Comet" vont connaître une version ajournée baptisée "A" ou "A1" ou "B" pour être homologuées selon la nouvelle réglementation. On va donc trouver les modèles porteurs 1065 A puis B en 1970 jusqu'à 1065 B/8 en 1976, 1061 A, 1063 A et 1066 A et le tracteur 2011 A.

## Les tracteurs 6x2 & 6x4
Avec les nombreuses modifications du code de la route espagnol concernant les charges transportées, celle de 1967 autorise les tracteurs de semi-remorques en version 6x2/2 et 6x4.
Pour élargir son offre, Pegaso va alors lancer sur le marché espagnol deux modèles :
- Pegaso 2045 - tracteur en version 6x2/2, présenté en 1967, comporte 2 essieux directeurs, un empattement de 2,50 mètres (entre le 2ème essieu directeur et l'essieu arrière moteur. L'entraxe entre les 2 essieux directeurs, constant sur tous les véhicules de la marque, est de 1,30 mètre. Il reprend le moteur du Pegaso 1063 de 200 ch avec sa boîte de vitesses à 2x4 rapports. Le PTRA est alors de 38 tonnes avec une vitesse maximale de 64 km/h. Lorsque les moteurs Turbo sont fiabilisés, le camion en est équipé et devient 2050/50 en 1969.

- Pegaso 2040/1 - tracteur en version 6x4, lancé en 1968. Il reprend les organes du porteur 6x4 Pegaso 3060 lancé quelques mois auparavant avec un empattement réduit à 3,20 mètres. Le PTRA est de 38 tonnes.

## La Série "80"
À la fin des années 1960, la direction de Pegaso se rend à l'évidence que la cabine "Cabezón" est obsolète, les conditions de conduite des chauffeurs sont vraiment dépassées. L'Espagne souhaite entrer dans le Marché Commun (Europe des 6 de l'époque) et les camions Pegaso accusent un retard important face au concurrent national Barreiros et aux étrangers qui ne peuvent toujours pas entrer en Espagne. Pegaso lance alors l'étude d'une nouvelle gamme de camions qui remplacera la série "Comet" mais qui devra respecter les normes européennes, afin d'en permettre l'exportation vers les pays d'Europe lorsque cela sera possible.
Les premiers prototypes vont circuler en Espagne dès la fin d'année 1971 et la nouvelle gamme sera présentée officiellement lors du Salon de l'Automobile de Barcelone en 1972. La série "Comet" va être progressivement remplacée par la série "80" équipés d'une toute nouvelle cabine très cubique, due au styliste italien Aldo Sessano. Coté moteur, le haut de gamme va devoir être équipé d'un nouveau moteur afin de respecter les critères italiens qui imposent une puissance minimale de 8 ch à la tonne soit 8 x 44 tonnes = 352 ch DIN.